# 覺羅吉善
覺羅吉善（1725年—1797年），又名觉罗满吉善，字号不详，满洲镶蓝旗人（家族属满洲正黄旗）。清朝官员，乾隆己卯举人。

## 生平履历
- 乾隆十年（1745）十二月考取生員；
- 乾隆十四年 （1749）考取謄錄官；
- 乾隆二十三年（1758）授筆帖式；
- 乾隆二十四年（1759）考取文举人；
- 乾隆三十二年（1767）授贊善；
- 乾隆三十三年（1768）授翰林院侍講；
- 乾隆三十八年（1773）授右春坊右庶子；
- 乾隆四十二年（1777）授國子監祭酒；
- 乾隆四十八年（1783）授公中佐領；
- 乾隆五十九年（1794）原品休致；
- 嘉慶二年（1797），卒。

乾隆五十年（1785年），乾隆帝亲临国子监讲学礼，祭酒觉罗吉善与邹奕孝进讲《周易》，朝廷官员与国子监学生共三千多人出席（载《清史稿：志八十一》）。

## 家庭成员
- 曾祖覺羅祜章阿，二等轻车都尉；
- 祖覺羅僧塞，少卿；
- 父覺羅滿保，康熙甲戌进士，福建巡抚、闽浙总督；
- 伯父覺羅逢泰，康熙庚辰进士，侍读学士，明史馆职官；
- 胞兄觉罗阿納翰。其子乾隆壬午科舉人覺羅玉正。孙觉罗長年；妻高佳氏（父镶黄旗满洲、刑部左侍郎兼总管内务府大臣廣興 (高佳氏)，祖父文华殿大学士文端公高晉）。
- 嫡妻張氏貢生張聖時之女。
- 堂兄覺羅勒爾森，刑部左侍郎，都察院左都御史；
- 子覺羅謙福，乾隆丙午举人；嫡妻瓜爾佳氏叅領太必圖之女。
- 孫覺羅圖經阿，嘉庆庚辰进士，内阁中书。[1]
- 孙觉罗承光，御史。嫡妻那穆都魯氏富昌之女。